# Fairfax (Oklahoma)
Pour les articles homonymes, voir Fairfax.
La ville américaine de Fairfax est située dans le comté d’Osage, dans l’État d’Oklahoma. Lors du recensement de 2010, elle comptait 1 380 habitants.

## Personnalités liées à la ville
Maria Tallchief est née à Fairfax en 1925.

## Source
- (en) Cet article est partiellement ou en totalité issu de l’article de Wikipédia en anglais intitulé « Fairfax, Oklahoma » (voir la liste des auteurs).